# Carvoeira (samhälle)
Carvoeira är ett samhälle i Brasilien.   Det ligger i kommunen Florianópolis och delstaten Santa Catarina, i den södra delen av landet, 1 300 km söder om huvudstaden Brasília. Carvoeira ligger 100 meter över havet och antalet invånare är 3 000. Det ligger på ön Ilha de Santa Catarina.
Terrängen runt Carvoeira är kuperad österut, men västerut är den platt. Havet är nära Carvoeira åt nordväst. Trakten är tätbefolkad. Närmaste större samhälle är Florianópolis, 2,3 km väster om Carvoeira. 
I omgivningarna runt Carvoeira växer i huvudsak städsegrön lövskog.